# Elezioni parlamentari in Slovenia del 2018
Le elezioni parlamentari in Slovenia del 2018 si tennero il 3 giugno per il rinnovo dell'Assemblea nazionale; in seguito all'esito elettorale, Marjan Šarec, espressione della Lista di Marjan Šarec, divenne Presidente del Governo; nel 2020 fu sostituito da Janez Janša, esponente del Partito Democratico Sloveno.
Le consultazioni, inizialmente previste per la metà di giugno, furono anticipate di una settimana in ragione delle dimissioni rassegnate dal Presidente del Governo Miro Cerar.

## Risultati
| Liste                                             | Voti    | %     | Seggi |
| ------------------------------------------------- | ------- | ----- | ----- |
| Partito Democratico Sloveno                       | 222 042 | 24,92 | 25    |
| Lista di Marjan Šarec                             | 112 250 | 12,60 | 13    |
| Socialdemocratici                                 | 88 524  | 9,93  | 10    |
| Partito del Centro Moderno                        | 86 868  | 9,75  | 10    |
| La Sinistra                                       | 83 108  | 9,33  | 9     |
| Nuova Slovenia - Democratici Cristiani            | 63 792  | 7,16  | 7     |
| Partito di Alenka Bratušek                        | 45 492  | 5,11  | 5     |
| Partito Democratico dei Pensionati della Slovenia | 43 889  | 4,93  | 5     |
| Partito Nazionale Sloveno                         | 37 182  | 4,17  | 4     |
| Partito Popolare Sloveno                          | 23 329  | 2,62  | –     |
| Partito Pirata di Slovenia                        | 19 182  | 2,15  | –     |
| Buon Paese                                        | 13 540  | 1,52  | –     |
| Verdi di Slovenia                                 | 9 708   | 1,09  | –     |
| Altri <1%                                         | 42 191  | 4,73  | –     |
| Comunità italiana e ungherese                     | –       | –     | 2     |
| Totale                                            | 891 097 | 100   | 90    |